# 단과대학과 종합대학
단과대학(單科大學)은 하나의 학문 영역을 교육 · 연구하는 대학을 의미하며, 영어로는 칼리지(college)라고 하는 것이 일반적이다. 반면, 종합대학(綜合大學)은 다양한 학문 영역에 대한 교육 · 연구하는 대학을 의미한다. 종합대학은 다수의 단과대학으로 구성되는 것이 일반적이다.

## 호칭
단과대학은 영어로 college라고 하는 것이 많기는 하지만, 반드시 영어로 단과대학이 college, 종합대학이 university가 되는 것은 아니다. college는 일정 규모의 교육 기관을 말하며, 대학 각 학부, 연구 시설, 대학의 각 캠퍼스 (교지), 기숙사 등을 의미할 수 있다. 영국과 그 연방 국가에서는 중학교 · 고등학교 등에도 사용된다. 또한 university는 각 부문이 협력하여 학문을 취급하고 있는 곳을 의미하며, 단과대학에도 대학원 과정이 설치되어 있으면 university라고 호칭되는 예도 있다.

## 대륙별 단과대학과 종합대학

### 북아메리카
미국의 경우 단과대학과 종합대학이 다른 양상을 보인다. 단과대학의 경우, 학부 중심의 대학으로, 일정 전공을 집중적으로 탐구하는 대학을 일컫는다. 단과대학의 경우, 꼭 종합대학의 소속되어 있는 것은 아니다. 리버럴 아츠 칼리지 등을 예시로 들 수 있는데, 교양 과목을 편제한 학부 중심의 대학으로써, 단과대학을 설명할 수 있는 좋은 예시 중 하나이다. 윌리엄스 칼리지와 애머스트 칼리지가 대표적이다. 종합대학의 경우, 학부를 포함한 대학원 중심의 대학으로, 다수의 단과대학과 대학원이 소속되어 있다. 보통 경영대학원, 법학전문대학원과 의과대학, 치과대학 등을 포함하며, 학·석·박사 등 다양한 학위의 코스를 제공한다. 하버드 대학교와 다트머스 대학교 등이 대표적인 예시다.

### 아시아
대한민국의 경우 단과대학과 종합대학의 개념은 이미 법적으로 존재하지 않는다. 교육법 개정 이전까지 구분 하였으며, 대학과 대학교로 명칭에서 차이를 두었다. 종합대학은 3개의 단과대학과, 1개의 대학원 등 4개 이상의 교육기관 위치하는 학교를 일컬었다. 현재 단과대학만 단독으로 존재하는 학교는 찾아보기 어려우며, 서울교육대학교, 경인교육대학교와 공주교육대학교 등 교육대학 등만이 예외로 설치되어 있다. 대한민국에는 서울대학교, 고려대학교 등, 73개의 종합대학이 관련 법규 개정 전까지 존재했으며, 1992년 종합대학과 대학 등이 일반대학으로 일원화됨에 따라 구분이 사라졌다. 이는 2016년 기준 일반적인 4년제 학제를 기본으로 하는 201개 대학(일반대학과 산업대학, 교육대학)에 비해 36% 수준의 수이다. 법적으로 일반대학과 전문대학으로 일원화하여 분류하는 만큼, 교육대학을 제외하고 단과대학으로 설치되는 대학은 극히 드물다.

## 같이 보기
- 칼리지
- 전문대학